# Ángel Madrazo
Pour les articles homonymes, voir Madrazo et Ruiz.
Madrazo  Ruiz est un nom espagnol. Le premier nom de famille, en général paternel, est Madrazo ; le second, en général maternel, souvent omis, est Ruiz.
Ángel Madrazo Ruiz, né le 30 juillet 1988 à Santander, est un coureur cycliste espagnol.
Il a notamment remporté la 5e étape du Tour d'Espagne 2019.

## Biographie

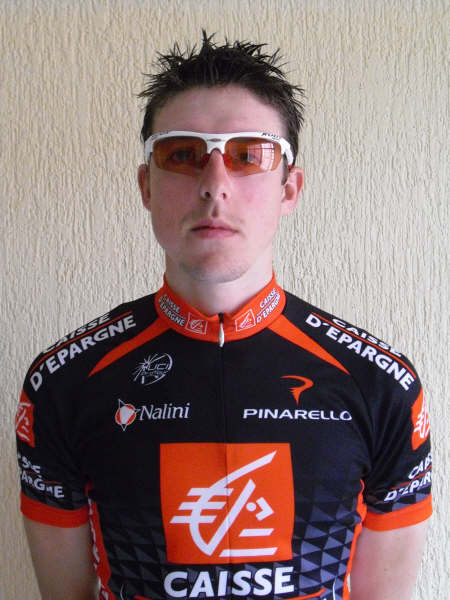
Ángel Madrazo en 2009.

Fin 2015, il renouvelle le contrat qui le lie à son employeur.
En août 2016, il signe un contrat de deux ans avec l'équipe continentale professionnelle française Delko-Marseille Provence-KTM.
En 2019, il devient coureur de l'équipe Burgos-BH. Le 28 août 2019, il remporte la 5ème étape du Tour d'Espagne dont l'arrivée est située à l'observatoire astrophysique de Javalambre, alors qu'il était dans une échappée depuis pratiquement le départ de l'étape .
En fin de contrat en fin d'année 2021, celui-ci est prolongé jusqu'en fin d'année 2022.
Initialement sélectionné pour le Tour d'Espagne 2022, Madrazo est contraint de renoncer à y participer en raison d'un test positif au SARS-CoV-2 à la veille du départ.

## Palmarès

### Amateur
- 2006
  - San Isidro Sari Nagusia
  - 3ea (contre-la-montre) et 4e étapes de la Vuelta al Besaya
- 2007
  - Tour du Goierri :
    - Classement général
    - 2e étape
- 2008
  - 5ea étape du Circuito Montañés
  - Klasika Lemoiz
  - 2e du Grand Prix Macario
  - 3e du Tour de la Bidassoa
  - 3e du Tour de Palencia
  - 3e du Tour du Goierri

### Professionnel
- 2012
  - 3e du Grand Prix Miguel Indurain
- 2013
  - 2e de la Classique d'Ordizia
- 2014
  - 2e du Tour d'Émilie
- 2015
  - Classique d'Ordizia
  - 3e du Tour d'Émilie
- 2016
  - 4e étape de l'Étoile de Bessèges
  - 2e de la Classique d'Ordizia
- 2017
  - 2e du Circuit de Getxo
- 2019
  - 5e étape du Tour d'Espagne
- 2021
  - 2e du Tour de Murcie

## Résultats sur les grands tours

### Tour d'Espagne
6 participations 
- 2011 : abandon (18e étape)
- 2015 : 44e
- 2016 : abandon (14e étape)
- 2019 : 119e, vainqueur de la 5e étape
- 2020 : 43e
- 2021 : 63e

## Classements mondiaux
| Année                  | 2008 | 2009 | 2010 | 2011 | 2012 | 2013 | 2014 | 2015 | 2016 | 2017 |
| ---------------------- | ---- | ---- | ---- | ---- | ---- | ---- | ---- | ---- | ---- | ---- |
| Calendrier mondial UCI |      | nc   | nc   |      |      |      |      |      |      |      |
| UCI World Tour         |      |      |      | nc   | nc   | nc   |      |      |      |      |
| UCI Europe Tour        | 877e |      |      |      |      |      | 157e | 82e  | 129e | 253e |